# Arco (Renfe)

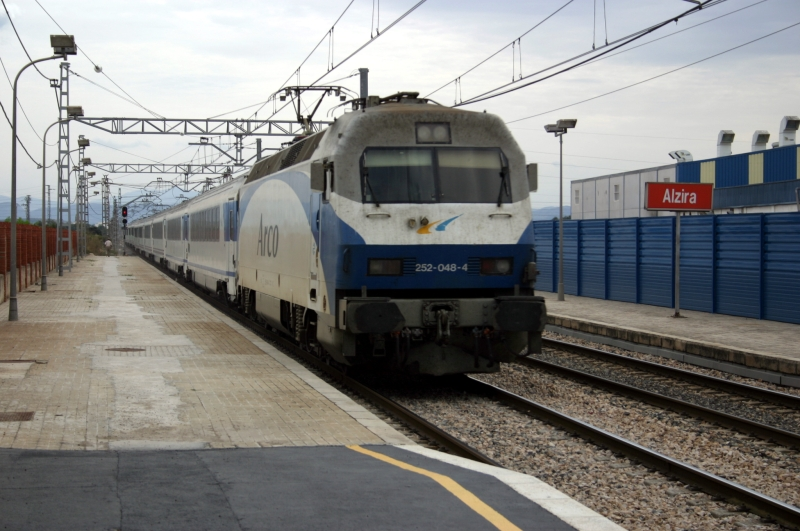
Een Arco bij zijn passage van station Alzira (Valencia).

Arco is een commerciële passagierstrein in Spanje waarvan de concessiehouder Renfe Operadora is.  Arco renoveerde en vernieuwde de Renfe B11x-10200 serie van passagierstreinen. Nieuwe draaistellen, die snelheden van 220 km/u aankunnen, werden toegevoegd. De draaistellen zijn gemodificeerde versies van het model GC-1 van CAF, ook bekend als de GC-3, waardoor er een hoger comfort wordt bereikt bij hogere snelheden. 

## Routes
De Arco passagierstrein rijdt op de lijn Barcelona - Málaga - Sevilla - Badajoz - Almería - Granada met de treinnaam Arco García Lorca. Sinds 5 mei 2008 wordt er ook gereden op de lijn Baskenland - Galicië, ook bekend als de Arco Camino de Santiago. 
Tot 2 mei 2008 reden de treinen op de Middellandse Zeecoridor, tussen Barcelona, Alicante en Murcia. Er was ook een Arco-trein die reed van Portbou / Cerbère (Frankrijk) en Valencia-Noord. 

## Technische gegevens
- Lijnen: Middellandse Zeecoridor Levante, Baskenland-Galicië
- Fabrikanten: Renfe, CAF
- Gebouwde rijtuigen: 41
- Oprichtingsjaar: 1999
- Topsnelheid: 220 km/u
- Kruissnelheid: 200 km/u
- Beam heating: Ja, 3 kV (CC)
- Spoorbreedte: 1668 mm